# آیاکو سونو
سونو آیاکو (به ژاپنی: 曽野 綾子, Sono Ayako)؛ زادهٔ ۱۷ سپتامبر ۱۹۳۱) رمان‌نویس، و نویسنده اهل ژاپن است.
وی همچنین برندهٔ جوایزی همچون شخص افتخار فرهنگ شده‌است.